# Peter Salisch
Peter Salisch (* 25. Februar 1961) ist ein ehemaliger deutscher Fußballspieler.

## Karriere
Salischs Vereinslaufbahn begann beim Kaiserslauterer Stadtteilklub SV Mölschbach. Über den 1. FC Kaiserslautern kam er zum FC Schalke 04, wo er zur Saison 1978/79 zum ersten Mal im Profikader stand. Weder in dieser noch in der Folgesaison kam er allerdings in der Bundesliga zum Einsatz und wechselte während der Spielzeit 1979/80 nach Österreich zu Rapid Wien. Dort kam er am 18. Februar 1980 zu seinem Pflichtspieldebüt im Profifußball. In Österreich spielte er danach noch bei der IG Bregenz/Dornbirn (Fusion aus SC Schwarz-Weiß Bregenz und FC Dornbirn 1913) und bei Vienna Wien. Zur Saison 1982/83 kehrte er zurück nach Deutschland und wechselte zum Zweitligisten SV Darmstadt 98. Ab 1986 war er noch im Amateurfußball aktiv (u. a. SV Heidingsfeld, SC Hassel und Vorwärts 08 Bottrop).